# Algirdas
Algirdas (Wit-Russisch: Альгерд, Alherd; Russisch: Ольгерд, Olgerd; Pools: Olgierd) (ca. 1296 - mei 1377) was grootvorst van Litouwen van 1345 tot 1377.
Met de hulp van zijn broer Kęstutis, die de westelijke grens van het vorstendom verdedigde, creëerde hij een enorm rijk dat zich uitstrekte van de Oostzee tot de Zwarte Zee, en op minder dan 100 km van Moskou.

## Leven
Algirdas was de oudste zoon van de grootvorst Gediminas. Voor zijn dood in 1341 verdeelde Gediminas zijn domeinen waarbij de derde zoon, Jaunutis, de hoofdstad Vilnius en de nominale prioriteit verkreeg. 
Met de hulp van zijn broer Kęstutis verdreef Algirdas de onkundige Jaunutis en verklaarde zich in 1345 tot grootvorst.

### Uitbreiding van het vorstendom
De verdeling van hun taken in de verdediging en expansie van het vorstendom wordt duidelijk uit het feit dat Algirdas bijna uitsluitend in Oost-Slavische bronnen verschijnt, terwijl de westelijke kronieken veelal Kęstutis noemen.
Algirdas breidde de grenzen van het vorstendom uit tot aan de noordelijke kust van de Zwarte Zee. De grootste inspanningen van Algirdas waren gericht op de landen van het voormalige Kievse Rijk. Hij zorgde dat zijn zoon Andreas als de heerser van Pskov verkozen werd, en een krachtige minderheid van de burgers van de Republiek Novgorod hield de balans in zijn voordeel tegen de invloed van Moskou.
Algirdas bezette de belangrijke vorstendommen Smolensk en Brjansk. Hoewel zijn relaties met Moskovië over het algemeen vriendelijk waren, omdat hij getrouwd was met twee orthodoxe Russische prinsessen, weerhield dit hem er niet van Moskou in 1368 en 1372 te belegeren.
Een belangrijke prestatie van Algirdas was zijn overwinning op de Tataren in de Slag van de Blauwe Wateren bij de Zuidelijke Boeg in 1362. Dit resulteerde in het opbreken van de machtige horde van de Kyptsjaken, en dwong de khan verder naar het zuiden te trekken en zijn hoofdkwartier op de Krim te vestigen.

### Godsdienst
Algirdas bleef een heiden tot zijn dood in de zomer van 1377. De Byzantijnse patriarch Nilus beschreven Algirdas als een "vuuraanbiddende prins". Patriarch Philotheus excommuniceerde alle vorsten van Roethenië die de goddeloze Algirdas hielpen.
Van Algirdas wordt gezegd dat hij de dood heeft bevolen van Antonius, Johannes en Eustatius van Vilnius, die later als martelaren van de Russisch-Orthodoxe Kerk werden verheerlijkt.
Algirdas werd gecremeerd op een ceremoniële brandstapel samen met 18 paarden en een grote hoeveelheid van zijn bezittingen, in een bos in de buurt van Maišiagala.  
De 16e-eeuwse Kroniek van Bychowiec en de 17e-eeuwse Kroniek van Hustynska beweren dat hij ergens voor zijn huwelijk met Maria van Vitebsk in 1318 tot het oosters-orthodoxe christendom bekeerd was. Al in de jaren 1460 noemt het herdenkingsboek van het Holenklooster van Kiev, ondertekend door zijn nakomelingen, zijn doopnaam als Demetrius. Hoewel tijdens zijn bewind in Vilnius verschillende orthodoxe kerken werden gebouwd, vinden zulke latere beweringen over zijn doop geen bevestiging in bronnen uit Algirdas' leven.
Zijn zoon Jogaila besteeg de Poolse troon, bekeerde zich tot het rooms-katholicisme en stichtte de dynastie der Jagiellonen die Litouwen en Polen bijna 200 jaar regeerde.